# Toubé Clément Dakio
Toubé Clément Dakio, född 1939, är en politiker från Burkina Faso, ordförande för Union for Democracy and Development (UDD), ett mindre parti i Burkina Faso.
Dakio grundade UDD i november 2001 och har varit partiordförande sedan dess. Han ställde upp i presidentvalet 2005 och slutade tolva av tretton kandidater med 0,37 % av rösterna.